# Kampen (stad)

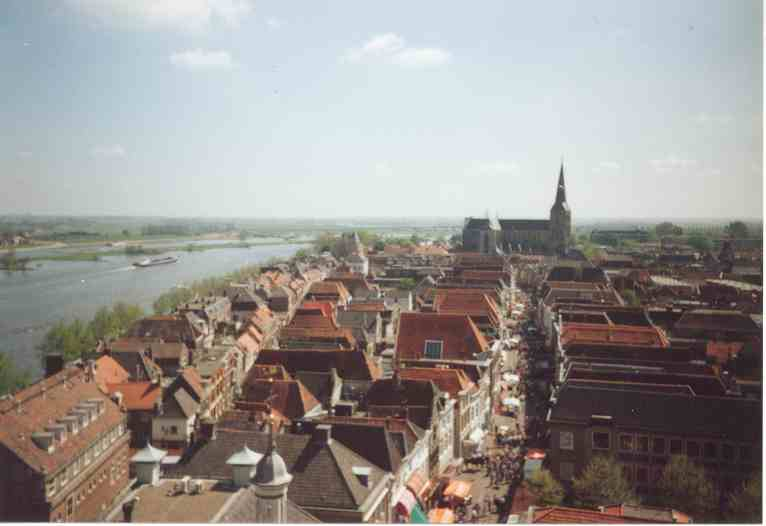
Zicht op Kampen, met de Bovenkerk

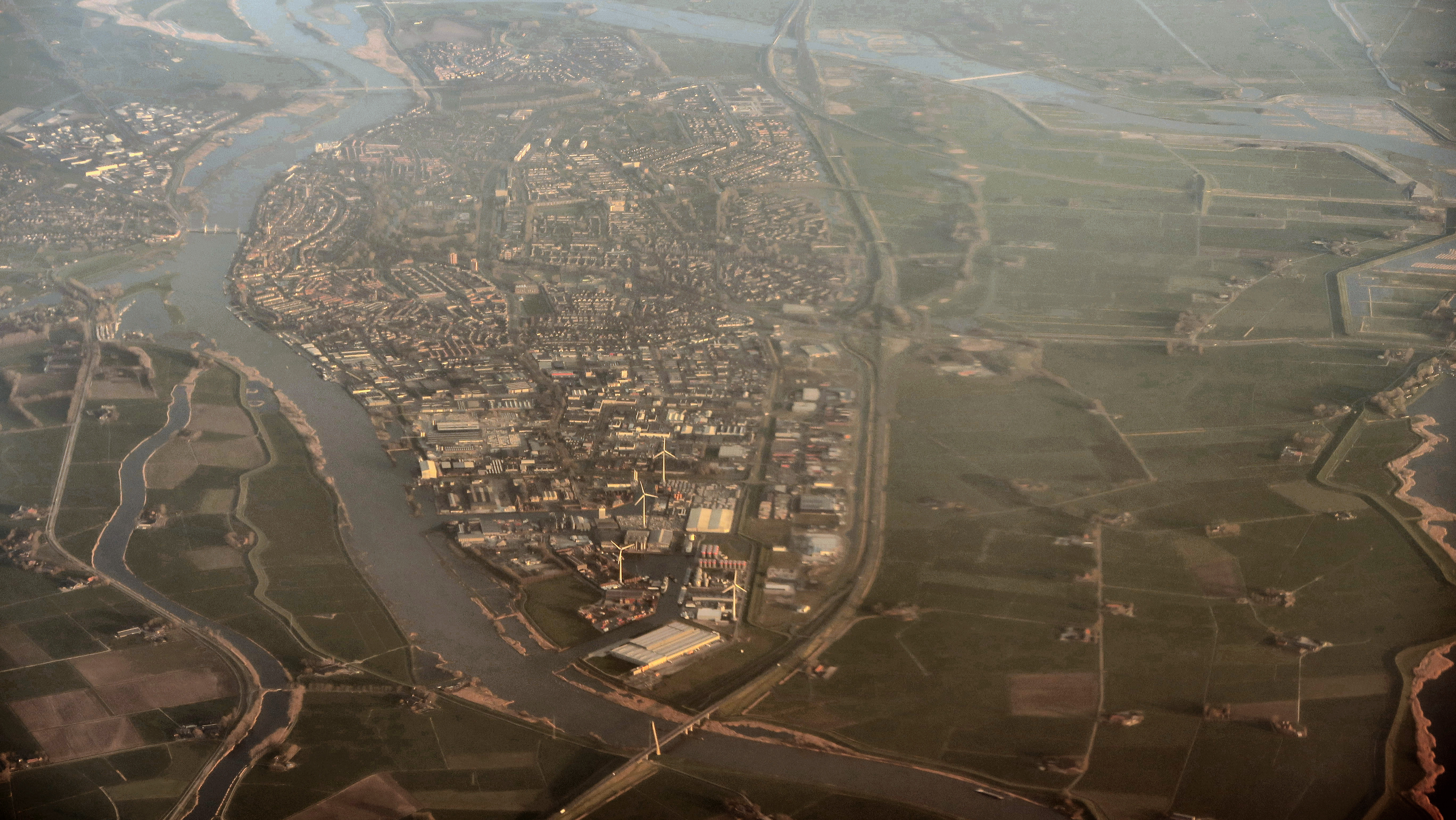
Luchtfoto van Kampen, vanaf het noordwesten gezien

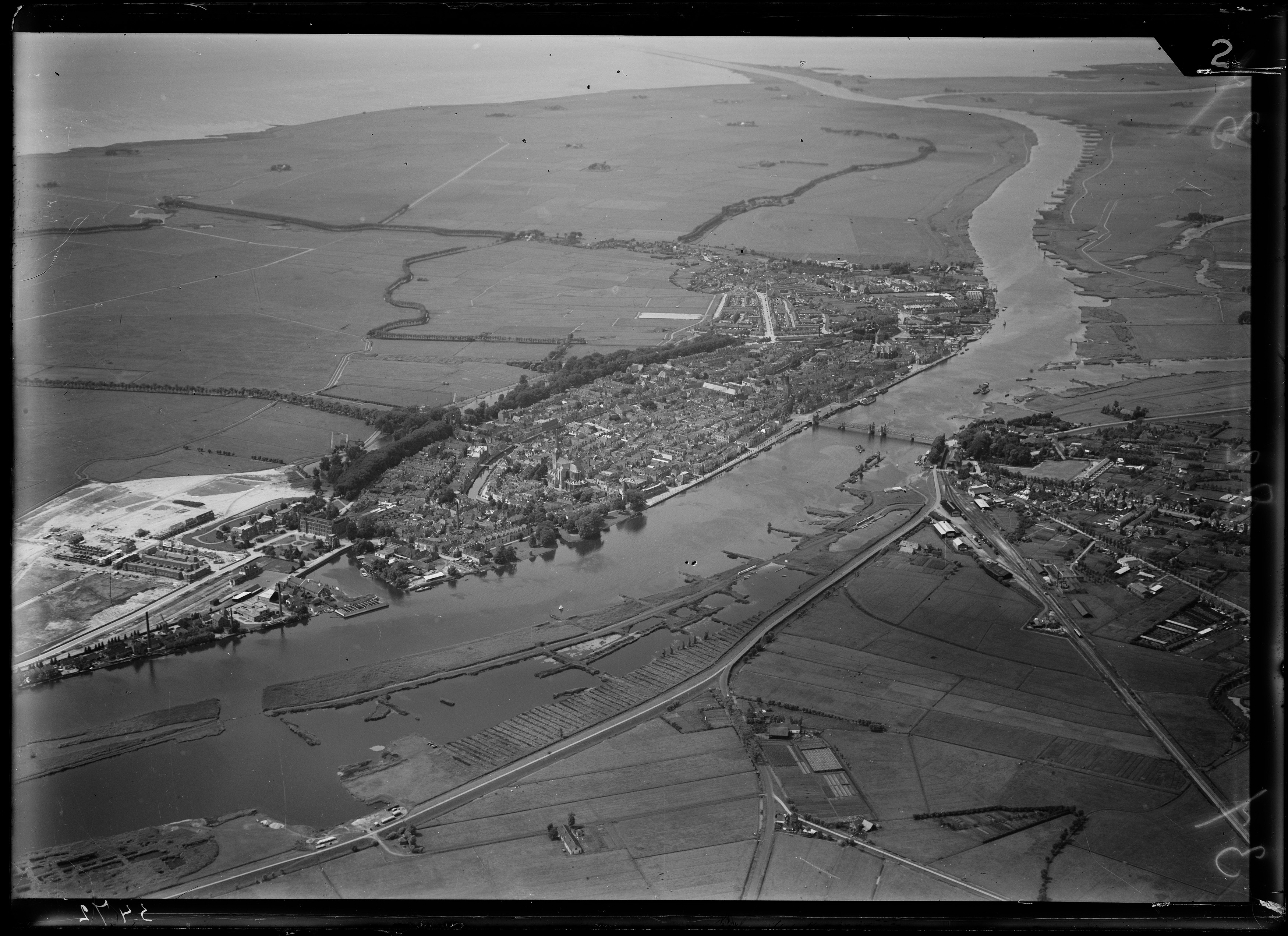
Luchtfoto van Kampen (1920-1940).

Kampen (uitspraakⓘ) is een stad in de Nederlandse provincie Overijssel en de hoofdplaats van de gelijknamige gemeente. De oude Hanzestad is gelegen aan de benedenloop van de IJssel, nabij de uitmonding in het IJsselmeer en het Keteldiep. De stad is grotendeels gelegen op een riviereneiland en is alleen via kunstwerken bereikbaar. Tot 1932 lag de stad ook aan de Zuiderzee.
Kampen ligt in Noordwest-Overijssel en is in dit gebied de grootste plaats. In 2023 telde de stad 38.415 inwoners en is qua grootte de zesde stad van de provincie Overijssel. De oppervlakte van de stad bedraagt zo'n 11,39 km². In 2023 telt de gelijknamige gemeente ongeveer 56.000 inwoners.
In Kampen wordt een variant op het Sallands dialect gesproken, ook wel Kampers genoemd.

## Geschiedenis

### Middeleeuwen
Rond 1150 was er al houten bebouwing op de plaats waar het huidige Kampen ligt, maar de naam Kampen wordt in de geschiedenis pas genoemd in 1227. Echter, in het gemeentearchief van Kampen is nu nog een charter aanwezig waarin Abel, de koning van Denen en Slaven en hertog van Jutland, een privilege verleent aan de Ommelandvaarders, gedateerd 24 september 1251. Kampen was in die tijd reeds een belangrijke en machtige stad ("het Rotterdam van de Middeleeuwen") en had een flinke vloot aan koggeschepen. Met deze koggeschepen werd de Ommelandvaart gemaakt: de zeereis rond Denemarken naar de Oostzee. In de steden rond de Oostzee werd zout verhandeld, dat Kamper koggen uit Portugal hadden gehaald. De stad kreeg stadsrechten omstreeks 1236, al is het best mogelijk dat Kampen, evenals Deventer, Steenwijk, Zwolle en Hasselt, stad is geworden door gewoonterecht. De gunstige ligging aan de drukbevaren handelsroute tussen de Zuiderzee en de Rijn maakte dat Kampen zich al snel ontwikkelde van eenvoudige nederzetting tot welvarende handelsstad die zou uitgroeien tot een van de machtigste en toonaangevende steden van Noordwest-Europa. In de 14e eeuw ruilde Kampen met de bisschop van Utrecht, Jan van Arkel, de polder Mastenbroek tegen het recht op aanwas in de IJsseldelta.
Het verzanden van de IJssel maakte vanaf 1430 zeer geleidelijk een einde aan de voorspoed van Kampen. Gedurende lange tijd wilde Kampen zich niet tot een verbond laten verplichten en economische en politieke concessies te leveren aan andere steden, zoals in de Hanze gebruikelijk was. Toen het Graafschap Holland oorlog voerde tegen de Hanze kwam aan deze situatie een einde: de stad werd gedwongen te kiezen voor een van beide zijden. Kampen was van oorsprong meer georiënteerd op de Oostzeehandel en handel met het achterland van de Rijn, en trad daarom in 1441 formeel toe tot de Hanze. De stad had veel invloed binnen de Hanze: ondanks luidkeels protest van bovenloopse steden aan de IJssel en andere Hanzesteden werd in 1448 besloten tot de bouw van een brug over de IJssel. Dit karwei werd in een recordtijd van 5 maanden voltooid. Met deze brug hoopte Kampen meer binding te hebben met het achterland.

### Na de Middeleeuwen
Op 11 augustus 1572 werd Kampen op de Spanjaarden veroverd door Willem van den Bergh, een zwager van Willem van Oranje. Na het bloedbad van Zutphen op 15 november gaf de stad zich echter vrijwillig over aan de Spanjaarden. In 1578 kwam de stad weer in Staatse handen na het Beleg van Kampen, onder leiding van George van Lalaing.
De Hollandse Oorlog, tussen de Republiek der Verenigde Nederlanden en Engeland en Frankrijk, betekende een definitief einde aan de enorme macht van de stad. Door het recht op aanwas in de IJsseldelta was de stad wel eigenaar geworden van het steeds groter wordende Kampereiland. Vanaf 1500 werden de eilanden verpacht. De pachtinkomsten werden zo groot dat de stad geen belasting hoefde te heffen.
Kampen verkreeg pas weer naam in de 19e eeuw. Kampen was toen vanuit zee moeilijk bereikbaar, omdat de omliggende watergebieden verzand en dus ondiep waren. Gedurende de voorgaande eeuwen is de waterloop van de IJssel wel meerdere malen uitgebaggerd, maar de kosten hiervoor waren relatief hoog en binnen enkele jaren was de rivierstroom weer dichtgeslibd. De IJssel kende hier, als delta, toentertijd meerdere uitgangen. De hoofdvaarroute werd ook meerdere malen verlegd, als reactie op de natuurlijke loop. In de 19e eeuw begon men actief in te grijpen: rivierlopen werden afgedamd, om meer water met hogere snelheid door één of twee hoofdvaarroutes te laten gaan. Dit had als voordeel dat er minder zand en slib werd afgezet, waardoor zo'n rivierloop zichzelf "schoon spoelde". Sleutelfiguur in dit verhaal is Nicolaas Plomp, stadsarchitect van Kampen. Naast zijn werk voor het huidige IJsselfront van de stad Kampen, hield hij zich ook bezig met de waterbouwkunde. Voor 1839 liet hij al strekdammen van 2500 meter aanleggen in het Keteldiep, om het water een gerichte uitgang te bieden.
In 1839 kwam daar nog eens 900 meter bij. In deze strekdammen is materiaal van de stadsmuur van Kampen verwerkt. Vanwege de opkomende nijverheid in de 19e eeuw en het belang van landwegen en spoorwegen, werd ook vaart gemaakt met zogenaamde straatwegen, geplaveide wegen, in plaats van zand- en modderwegen. Zo werd in 1828 de straatweg van Kampen verbeterd, in 1837 werd de Zwolseweg als straatweg aangelegd, in 1840 werd de straatweg van Kampen naar Genemuiden aangelegd, en in 1851 de Kamperstraatweg naar Wezep, alwaar die aansloot op de Zuiderzeestraatweg. Ook werden stoombootdiensten geopend: in 1844 een dienst naar Hamburg en in 1847 naar Hull.

### Nijverheid in de 19e en 20e eeuw

#### Tabak
Vanaf ongeveer 1815 bepaalde de tabaksindustrie het gezicht van Kampen. Deze tak van industrie werd aangetrokken door onder meer het gunstige belastingklimaat in de stad. Na de komst van twee kleinere tabaksfabrieken vestigde de grote uit Bremen afkomstige sigarenfabrikant Lehmkuhl zich in de stad. Rond 1880 was bijna de helft van de Kamper bevolking werkzaam in de tabaksindustrie en werden 1,5 miljoen sigaren per week geproduceerd. De sigarenindustrie kon geen plaats vinden om een grote fabriek te bouwen, vanwege de pachtgronden, die voor boeren waren bedoeld. Daarom vond veel van de sigarenmakerij bij de arbeiders thuis plaats. De sigarenindustrie verdween later vrijwel geheel uit Kampen door regulatie (er mocht niet meer thuis sigaren gemaakt worden); de economische crisis in de jaren dertig; de Tweede Wereldoorlog; en de opkomst van de sigaret. Alleen de inmiddels monumentale sigarenfabriek de Olifant is nog volop in bedrijf. Bijzonder aan de Olifant is dat het, naast het ambachtelijk produceren van sigaren, ook een voortrekkersrol heeft met het aan het werk helpen van mensen met een Wajonguitkering.

#### Pannen en ander keukengerei
Rond 1850 hield de firma Berk in Kampen zich al bezig met de vervaardiging van pannen en ander keukengerei van metaal. Het bedrijf is officieel opgericht in 1851. Deze werd pas groot nadat het een order had gekregen voor eetbestek voor honderden militairen te maken. Vanaf 1884 werden er ook emaillen pannen gemaakt. Het bedrijf was zeer succesvol: bood het in 1866 nog werk aan 8 man, in 1913 was dit gegroeid tot 700 man. Door het bedrijf werden huizen gebouwd voor de slecht gehuisveste arbeiders. In 1931 begon het met de fabricage van aluminium pannen. Door de crisis in de jaren dertig zakte het personeelsbestand in, maar dit was in 1939 alweer 600 man. Voor de honderdste verjaardag van Berk Kampen in 1951 kreeg het het predicaat "Koninklijk". In 1963 ging men over op roestvrijstalen pannen. Eind jaren tachtig werd het bedrijf, wat gefuseerd was met Beccon Doetinchem, overgenomen door Koninklijke van Kempen en Begeer. Het A-merk Berk Kampen is inmiddels uit Kampen vertrokken, maar heeft haar een grote invloed gehad, onder andere in ruimtelijke ordening van de stad. De voormalige fabriek wordt gesloopt en de grond is nu "een hoogwaardig woongebied". De wachterswoning en de voormalige directeurswoning zijn als enige overgebleven. De buitenmuren van de voormalige directeurswoning zijn volledig gerestaureerd, waarbij er een glazen constructie binnenin is geschoven. Het pand doet nu dienst als kantoorpand. Ook was er een pand, gelegen aan de Oudestraat hoek Karpersteeg dat de naam had "Groningertoren". Een foto van dit pand met de naam er nog op is te bezichtigen in het stadsmuseum. Het pand dateert van omstreeks 1600, en is gebouwd op de stadsmuur die op sommige plaatsen in Kampen nog zichtbaar is.

#### Gazeuse, frisdranken en alcoholische dranken
Het bedrijf Siebrand ontstond in 1920, naar aanleiding van het vergane schip West Aleta met Portugese wijn. De uitbater van het bedrijf, Jan-Willem Siebrand had een vaatje wijn weten te bemachtigen voor 200 gulden. Hij goot dit in flessen en was ze nog dezelfde dag kwijt. Hij richtte vervolgens een bedrijf op dat zich toelegde op de productie van gazeuse en alcoholische dranken. Tot 1965 was dit bedrijf gevestigd aan de Groenestraat in Kampen. Daarna verhuisde het naar de andere kant van de IJssel, naar IJsselmuiden. Het is nu een van de grootse wijnfabrikanten van Nederland met 60 werknemers.

### Militaire geschiedenis

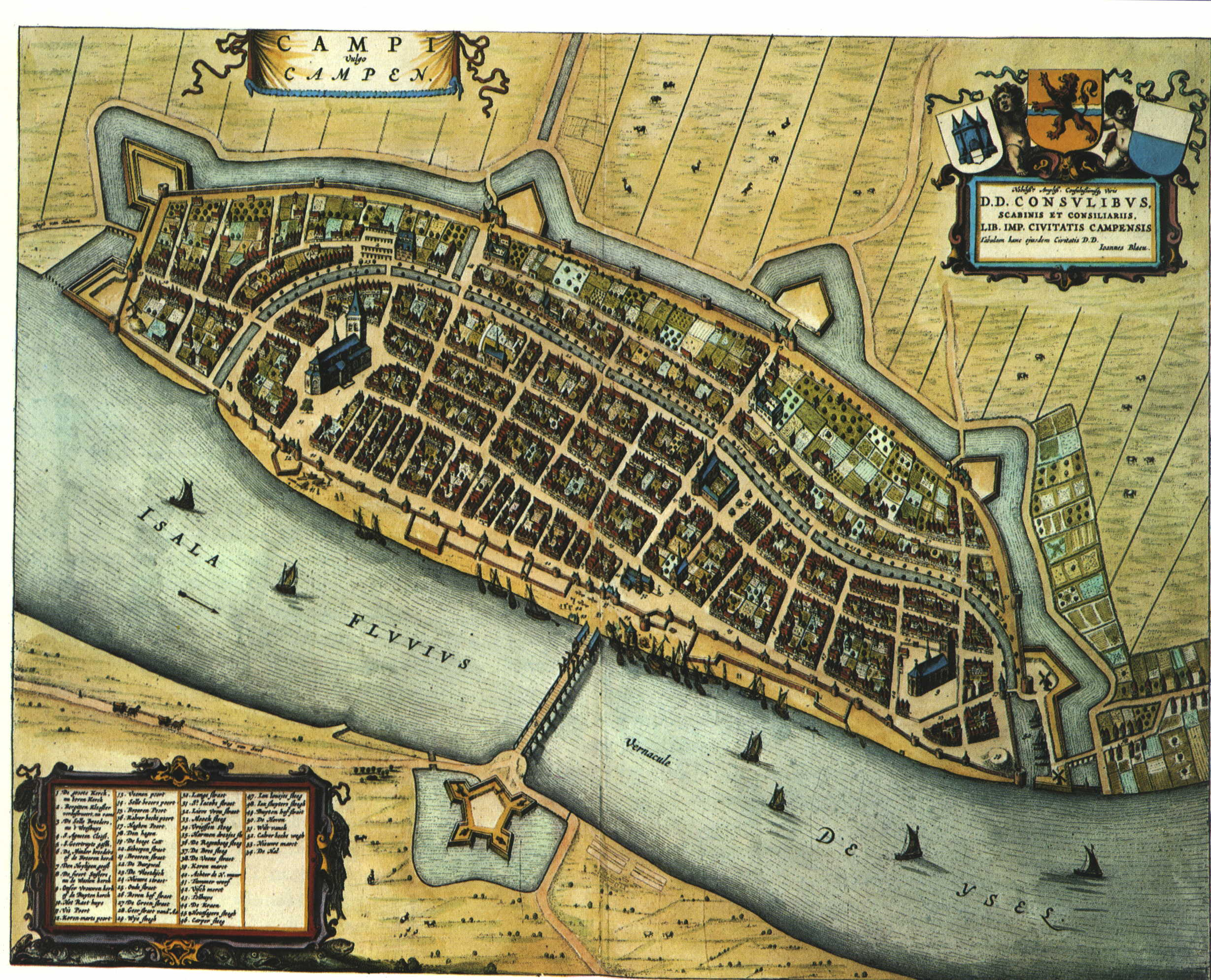
Plattegrond Kampen uit Blaeus Toonneel der Steden

Kampen kende van oorsprong stadsmuren om de gehele stad heen. In de 14e eeuw werd de stadsmuur aan de landzijde verplaatst van de Burgel naar waar nu de Ebbingestraten langs lopen. Ook werd het verlegd van waar heden de Botervatsteeg loopt naar de Hagenkade, om zo de buitenmuurse wijk "de Hagen" te omsluiten. Aan de IJsselzijde werd alleen het gedeelte langs de Oudestraat, van oudsher de straat die langs de IJssel liep, verplaatst naar voor de Voorstraat, waar nu nog steeds een gedeelte van de muur zichtbaar is. De Vestingwet van 1874 gaf steden toestemming om hun vestingen te slopen, om meer woongebied te creëren, maar Kampen zag zich al in de Franse tijd genoodzaakt haar verdediging te slopen. Belastingen werden niet of nauwelijks geheven – dat was eerder ook niet nodig vanwege de inkomsten van de pachtgronden – en het onderhoud van de verdediging kon niet betaald worden. In 1809 werd zodoende aan Lodewijk Napoleon verzocht de muur (aan de IJsselzijde) te mogen slopen. Deze gaf toestemming, zolang deze nog wel als waterkering dienst kon doen. Gedeeltes van de muur aan de IJsselzijde zijn ook niet gesloopt, omdat daar inmiddels woon- en pakhuizen tegenaan waren gebouwd.
In 1812 mocht ook de muur aan de landzijde gesloopt worden. Het slopen begon toen weliswaar, maar werd pas in halverwege de jaren dertig van de 19e eeuw voltooid. Een gedeelte van het puin werd gebruikt voor strekdammen in het Keteldiep. Ook veel van de grote poorten en alle kleine poorten zijn gesneuveld. In 1803 werd de Zwanenpoort al gesloopt, in 1837 de Vispoort, die toegang gaf tot de brug, in 1843 de Venepoort (aan de zuidzijde) en in 1893 de Hagenpoort (officieel om stadsuitbreiding mogelijk te maken, officieus omdat de goten vervangen moesten worden, maar dit niet mogelijk was). Daarna bleef Kampen evenwel een belangrijke garnizoensstad, dit had te maken met de strategische ligging van Kampen in die tijd: aan de IJssel, aan de Zuiderzee en bij een brug van de IJssel, die vanaf 1600 tot midden 19e eeuw door een buitenwacht aan de andere kant van de IJssel bewaakt werd. Op de plek van de huidige Stadsbrug stond immers al sinds 1448 een permanente brug.
Kampen telde tot de jaren zeventig van de 20e eeuw drie kazernes: een was de Van Heutszkazerne aan het van Heutszplein aan de Oudestraat. Hierin was tot in het begin van de 21e eeuw een Kunstacademie gehuisvest, voordat deze naar Zwolle verhuisde onder de naam ArtEZ. Tegenwoordig biedt de Stadskazerne plaats aan de Bibliotheek Kampen, Stadsarchief Kampen en is RTV IJsselmond er in gevestigd. Een andere was de Koornmarkt Kazerne, waar het KNIL onder andere een officiersopleiding huisvestte. Tot 2012 was hier de voormalige Theologische Universiteit Kampen gevestigd; tegenwoordig bevindt zich hier een zorginstelling. Verder was er op de Vloeddijk een kazerne waar ook een officiersopleiding gevolgd kon worden, dit gebouw wordt tegenwoordig gebruikt door Quintus, centrum voor kunsteducatie. Aangezien ook militairen oud worden, was er ook een tehuis voor militairen aan de Nieuwe Markt (dit was in de middeleeuwen een tuin van de monniken van de nabijgelegen Broederkerk).

### Straten, lanen, markten, pleinen en parken
In de wijk Hagenbroek en de Hanzewijk zijn diverse straten vernoemd naar verzetsstrijders tegen de nazi's in de periode 1940–1945:
- Marinus Postlaan (Hagenbroek)
- Hilbert van Dijkstraat (Hagenbroek)
- Dr. Damstraat (Hanzewijk)

## Infrastructuur en vervoer

### Wegen
Kampen ligt aan de N50. Het deel tussen Kampen-Zuid en Knooppunt Hattemerbroek (A50) is uitgevoerd als een driestrooksweg. Het deel tussen Kampen en Emmeloord (N50) is deels ongelijkvloers, deels gelijkvloers uitgevoerd. Voor deze weg is ten westen van Kampen de Eilandbrug gebouwd. In de toekomst moet de N50 worden opgewaardeerd naar A50.
Daarnaast is Kampen voor vervoer naar Zwolle niet alleen afhankelijk van de N50, die toegang geeft tot het zuidelijk deel van Zwolle, maar ook in mindere mate van de N764, die in Kampen bekendstaat als de Zwolseweg en naar het centrum van Zwolle leidt en zodoende naar het noordelijk deel van Zwolle. Ook de wegen naar Genemuiden de N760, Wezep de N763 en Dronten de N307 zijn belangrijk. In mindere mate is ook de N765 naar Emmeloord via Kampereiland belangrijk, dit geldt voor verkeer vanuit het centrum van Kampen, IJsselmuiden en Grafhorst naar de N50 alsmede voor het verkeer vanuit Kamperzeedijk en Genemuiden naar Emmeloord en de N50.
In het centrum en ten oosten van Kampen liggen nog twee bruggen: de Stadsbrug en de Molenbrug. Ten westen van de stad, bij een van de provinciegrenzen met Flevoland, ligt de Roggebotsluis als onderdeel van de N307 en een zo'n 5 km ten zuiden van deze sluis gelegen spoortunnel: de Drontermeertunnel. Ten zuiden is de stad bereikbaar via de Scheeresluis, De Reevediepbrug/spoorbrug en de Nieuwendijkbrug.

### Openbaar vervoer

#### Trein
Kampen is met twee spoorlijnen bereikbaar vanaf Zwolle:
- Het Kamperlijntje is het laatste gedeelte van de Centraalspoorweg Utrecht - Kampen. Het station Kampen ligt op de IJsselmuider oever, ruim 200 meter ten noordoosten van de historische stadskern van Kampen. In opdracht van de provincie zou de spoorlijn worden omgebouwd tot lightrail. Doordat de aanbesteding tweemaal op niets is uitgelopen, bleef de exploitatie tot 2015 ongewijzigd in afwachting van een provinciaal onderzoek naar de meest geschikte toekomst voor de lijn. Vanaf december 2017 wordt het Kamperlijntje geëxploiteerd door Keolis Nederland. De spoorlijn werd tussen juni en december 2017 geëlektrificeerd.
- Op 9 december 2012 is het station Kampen Zuid geopend aan de Hanzelijn, waardoor Kampen een rechtstreekse verbinding per sprinter kreeg met Amsterdam Centraal via Lelystad.

#### Bus
De buslijnen die in Kampen komen zijn:
- 11: station Kampen → Centrum → Flevowijk → Hagenbroek → Centrum → station Kampen (stadslijn)
- 74: station Kampen Zuid – Kampen – Genemuiden – Hasselt
- 141: Kampen – Kampereiland – Ens – Emmeloord – Tollebeek – Urk
- 143: Kampen – Dronten – Swifterbant – Lelystad
- 215: station Kampen Zuid – Nagele – Urk (snelRRReis)
- 510: station Kampen Zuid → Het Onderdijks → Bovenbroek → Flevowijk → station Kampen Zuid (buurtbus)
- 526: Wilsum – IJsselmuiden – Kampen – De Zande – Zalk – Hattem (buurtbus)
- 641: Urk – Emmeloord – Kampen – Zwolle (schoolbus)
- 663: Kampen GSG Pieter Zandt – Dronten – Lelystad (schoolbus)
- 672: Kampen GSG Pieter Zandt – Hoogeveen (schoolbus)
- 673: Kampen GSG Pieter Zandt – Staphorst (schoolbus)
- 681: Kampen GSG Pieter Zandt – Emmeloord – Urk (schoolbus)
- 682: Kampen GSG Pieter Zandt – Nagele – Urk (schoolbus)

Deze buslijnen worden uitgevoerd door EBS.

### Water
Na de wateroverlast van 1995 is besloten om ook Kampen de benodigde waterkering te geven, dit kwam mede doordat er in 1995 een nooddijk moest worden aangelegd om bij een eventuele dijkdoorbraak het oude centrum te beschermen. Er is gelijk een begin gemaakt om de dijken rond Kampen te verhogen. Alleen voor de oude binnenstad kon dit niet. Hier is een plan voor bedacht. Gedeeltes van de oude stadsmuur doen dienst als waterkering. Op plekken waar deze muur niet meer staat, of waar straten zijn, zijn diverse manieren bedacht op hier het water tegen te houden. Onder meer door schotbalken en klepkeringen wordt hier het water tegengehouden. Om dit systeem helemaal te laten werken, is er een hoogwaterbrigade opgericht. Deze bestaat uit zo'n 150 mensen die bij een eventuele wateroverlast uitrukken om alle systemen te bedienen en de stad hermetisch af te sluiten.
De Zuiderzeehaven, een nieuwe, 50 hectare grote haven, is inmiddels opgeleverd.

## Cultuur

### Historische bouwwerken en andere bezienswaardigheden
Kampen heeft een flink aantal oude tot zeer oude gebouwen, waaronder resten van de oude stadsmuur, (Koornmarktspoort, Cellebroederpoort, Broederpoort), en de Boven- of Sint-Nicolaaskerk. De structuur van de ommuurde stadvesting is in het stratenplan nog goed zichtbaar.
- De Koornmarktspoort aan de IJsselkant dateert waarschijnlijk uit de 14e eeuw en werd in de 15e eeuw voorzien van twee gedrongen torens op de buitenhoeken.
- De Broederpoort is een rechthoekig poortgebouw met vier slanke hoektorens, oorspronkelijk uit 1465, in 1615 verbouwd in renaissancestijl.
- De Cellebroederspoort is eveneens een rechthoekig poortgebouw, geflankeerd door twee zware ronde torens, oorspronkelijk uit 1465, in 1617 verbouwd, eveneens in renaissancestijl.
- Het voormalig stadhuis van Kampen dateert uit het einde van de 14e eeuw; in de Schepenzaal bevindt zich een rijke zandstenen schouw in renaissancestijl (1543–1545) en houtsnijwerk. Sinds 2009 is hier het Stedelijk Museum gevestigd. Het nieuwe stadhuis bevindt zich tegenwoordig aan het Burgemeester Berghuisplein.
- Het Gotisch Huis uit 1500, voorheen Stedelijk Museum. Hier bevindt zich een rosmolen
- De Nieuwe Toren met carillon dateert uit de jaren 1648–1664 en werd ontworpen door Philips Vingboons.
- De Boven- of Sint-Nicolaaskerk is een grote gotische kruisbasiliek uit de 14e en 15e eeuw. Tot het interieur van de kerk behoort een vroegrenaissancistisch koorhek (1552), een natuurstenen kansel (circa 1500) en een monumentaal orgel uit de jaren 1670–1676.
- De Broederkerk is een 14e-eeuwse hallenkerk die oorspronkelijk behoorde tot een franciscanenklooster. In dit Franciscanenklooster zit onder andere ook het Ikonenmuseum Kampen
- De Onze Lieve Vrouwe- of Buitenkerk, een zogenaamde hallenkerk, ontstaan door verbouwingen van een 14e-eeuwse kruiskerk.
- De Burgwalkerk is een 19e-eeuws classicistische kerk, met een indertijd bijzonder grote overkapping. De kerk is gelegen aan de stadsgracht de Burgel.
- d' Olde Zwarver is een (in 1952 van de IJsseldijk naar het Herkenhoofd verplaatste) achtkantige stellingmolen uit 1842.
- Het Olde Vleyshuis uit 1593
- Het Linnenweverspoortje is een poortje uit 1665
- De Oude Buitenhaven met het Schokkermonument: een monument voor de Schokkers die zich in 1859 na de ontruiming van Schokland vooral in Brunnepe vestigden.
- Stadsgehoorzaal, een theater uit 1891
- Enkele stadstuinen
- Stadsarchief Kampen
- Frans Walkate Archief
- Archief- en Documentatiecentrum, archiefdienst en documentatiecentrum van de Nederlandse Gereformeerde Kerken en de rechtsvoorgangers GKv (1944 - 2023) en NGK (1967 - 2023).

Bij opgravingen kwamen resten van andere kerken (12e en 13e eeuw) aan het licht, die op het veen en de klei waren gebouwd. Kampen bezit verschillende oude Gast- en Proveniershuizen. In de stad bevinden zich ook enkele boerderijen, de zogenaamde stadsboerderijen. Een van deze stadsboerderijen is ook te bezichtigen als museum.
Vanaf de overkant van de rivier de IJssel levert Kampen een der fraaiste stadsgezichten van Nederland.
In tabaksfabriek 'de Olifant' worden sigaren nog met 19e-eeuwse machines vervaardigd en er worden rondleidingen gegeven.
Verspreid in de binnenstad van Kampen bevinden zich tientallen muurreclames. Deze verwijzen naar oude (niet meer bestaande) winkeltjes in Kampen. Deze kleurige muurschilderingen, waarin onder meer jugendstilinvloeden zijn te vinden, werden gemaakt door plaatselijke schilders. De schilderingen worden 'fresco's van de middenstand' genoemd. Er is een actief gemeentelijk beleid om, waar deze schilderingen onder oude verf- en pleisterlagen worden aangetroffen, te trachten deze in de oude staat te herstellen.
Verder ligt aan de rand van de binnenstad de koggewerf. Op deze koggewerf is een kogge gebouwd naar een voorbeeld uit de 14e eeuw. Verder bevinden zich op deze werf een nagebouwd vissershuisje uit de 15e eeuw. En wordt op dit moment een botter nagebouwd. De naam van de botter is de "De Dolfyn".

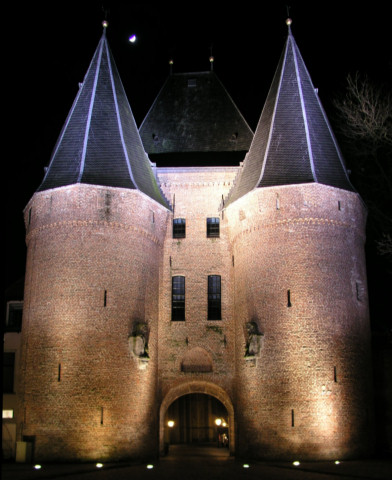
Koornmarktspoort bij nacht
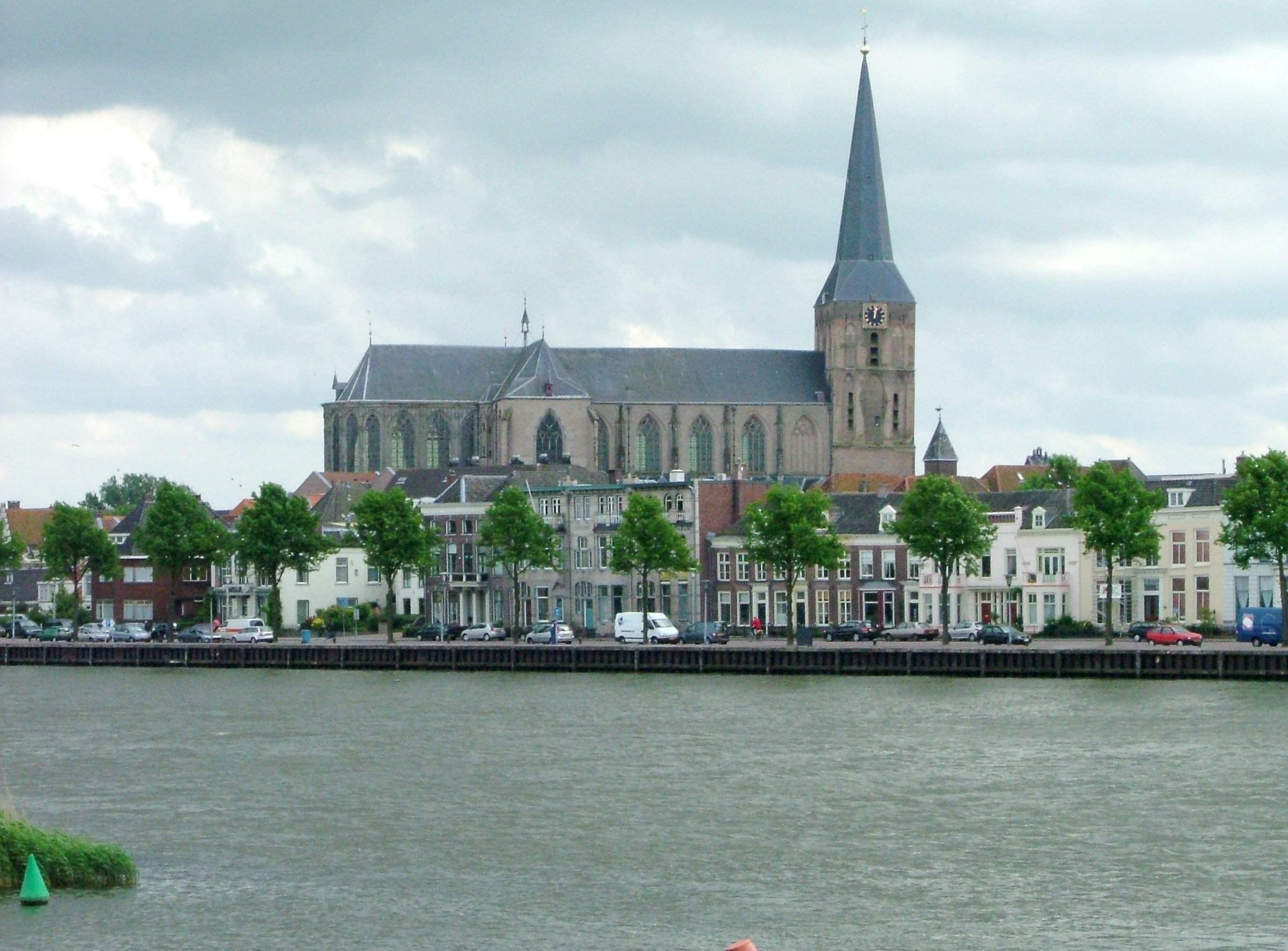
De Bovenkerk
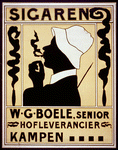
Reclameplaat van sigarenfabriek W.G. Boele senior, hofleverancier
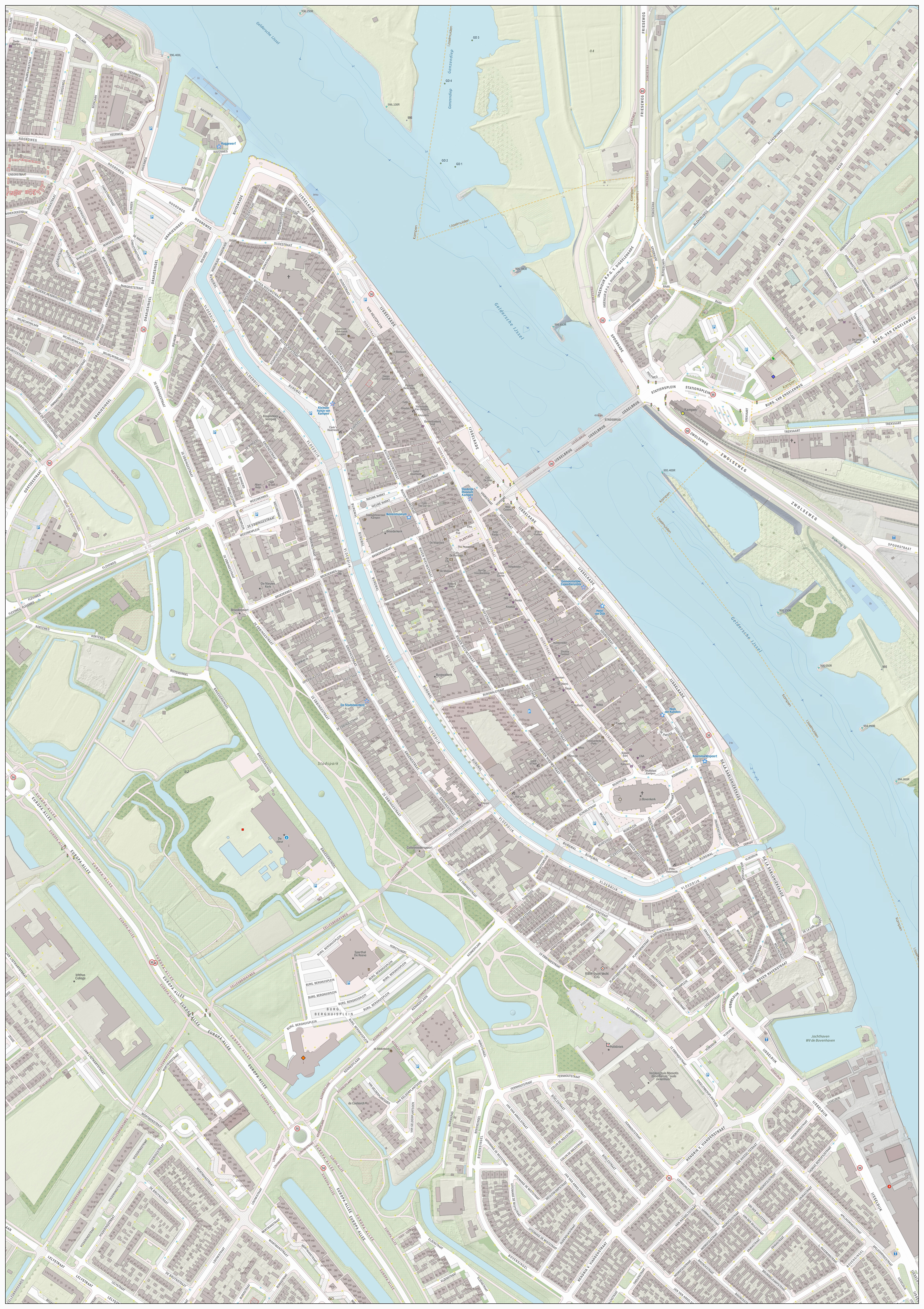
Kaart van het oude centrum van Kampen

### Monumenten
Kampen kent sinds 1975 een beschermd stadsgezicht. In de stad zijn er verder een aantal rijksmonumenten, gemeentelijke monumenten, en oorlogsmonumenten, zie:
- Lijst van rijksmonumenten in Kampen (plaats)
- Lijst van gemeentelijke monumenten in Kampen (plaats)
- Lijst van oorlogsmonumenten in Kampen

### Evenementen
Een jaarlijks terugkerend evenement gedurende de zomermaanden zijn de Kamper ui(t)dagen. De naam is afgeleid van Kamper ui, een reeks folkloristische volksverhalen waarin de inwoners van Kampen als dom worden afgeschilderd. Een ander zomers evenement is het Full Color Festival (Kampen), dat jaarlijks wordt georganiseerd door onder andere 't Ukien en Quintus. Het festival wordt gehouden in juni en had als locatie De Wijde Blik, een deel van het Kamper plantsoen, sinds 2014 verplaatst naar Stadsburgerweyden. Eind juni wordt de Oostwalbotterrace, een botterrace tussen bedrijven uit Noordelijk Nederland, gehouden rondom de Buitenhaven en op het Ketelmeer. Bij de Buitenhaven zijn diverse optredens van bands. Op de derde zaterdag van augustus organiseert Kampen een stripevenement met meer dan honderd kramen, het Kamper Stripspektakel genaamd. Een ander zomers evenement is Beach Kampen, een evenement dat begon als beachvolleybalevenement en tegenwoordig is uitgebreid met andere strandsporten, zoals beachvoetbal. Verder zijn er diverse dj's die er draaien en veel eetgelegenheden in Strandsferen op het stadsstrand. Het evenement vindt altijd plaats op het Van Heutszplein voor de Van Heutszkazerne.
Om het jaar wordt in samenwerking tussen het K.O.V. en het Kamper Trompetter Korps (De muzikale ambassadeurs van stad), Taptoe Kampen georganiseerd. Deze taptoe staat Nationaal bekend als een top taptoe waarbij elke editie top orkesten op het historische Nieuwe Markt acte de présence geven! Eens in de drie jaar vindt Sail Kampen plaats. Dit is een spektakel met oude schepen.
De eerste of tweede zaterdag in mei vaart – motorvrij – een vloot Kamper punters, Zuiderzeepunters en Giethoornse punters het Gait L. Berk rondje Kampereiland.
Weg van Kunst is een evenement dat in het Museumweekend wordt gehouden. Het is een kunstwandeling door de binnenstad langs huizen van verschillende particulieren, waar men 2 dagen kunstwerken exposeert van een bepaalde kunstenaar. Hiermee krijgt men een kijkje achter deuren die normaal voor het publiek gesloten blijven. De desbetreffende kunstenaar is er bij aanwezig. Ook doen verschillende openbare tuinen en gebouwen mee, zoals het Stedelijk Museum Kampen.
Een weekend voor de kerstdagen wordt Kerst in Oud Kampen georganiseerd. Er is straattheater, waarbij stukken van bekende musicals worden gespeeld, daarnaast lopen er personages uit de midden 19e eeuw rond. Ook zijn er (bijpassende) kraampjes op particulier initiatief verspreid over de binnenstad. De lokale theatergroep Ventura neemt het leeuwendeel van het straattheater voor haar rekening.
In 2017 was Kampen van 15 tot en met 18 juni de gastheer van de Hanzedagen, een internationaal evenement dat jaarlijks door een van de Hanzesteden wordt georganiseerd met als doel om elkaar te ontmoeten en de steden te promoten. De Hanzedagen hebben naar schatting 225.000 bezoekers getrokken.

## Fotogalerij

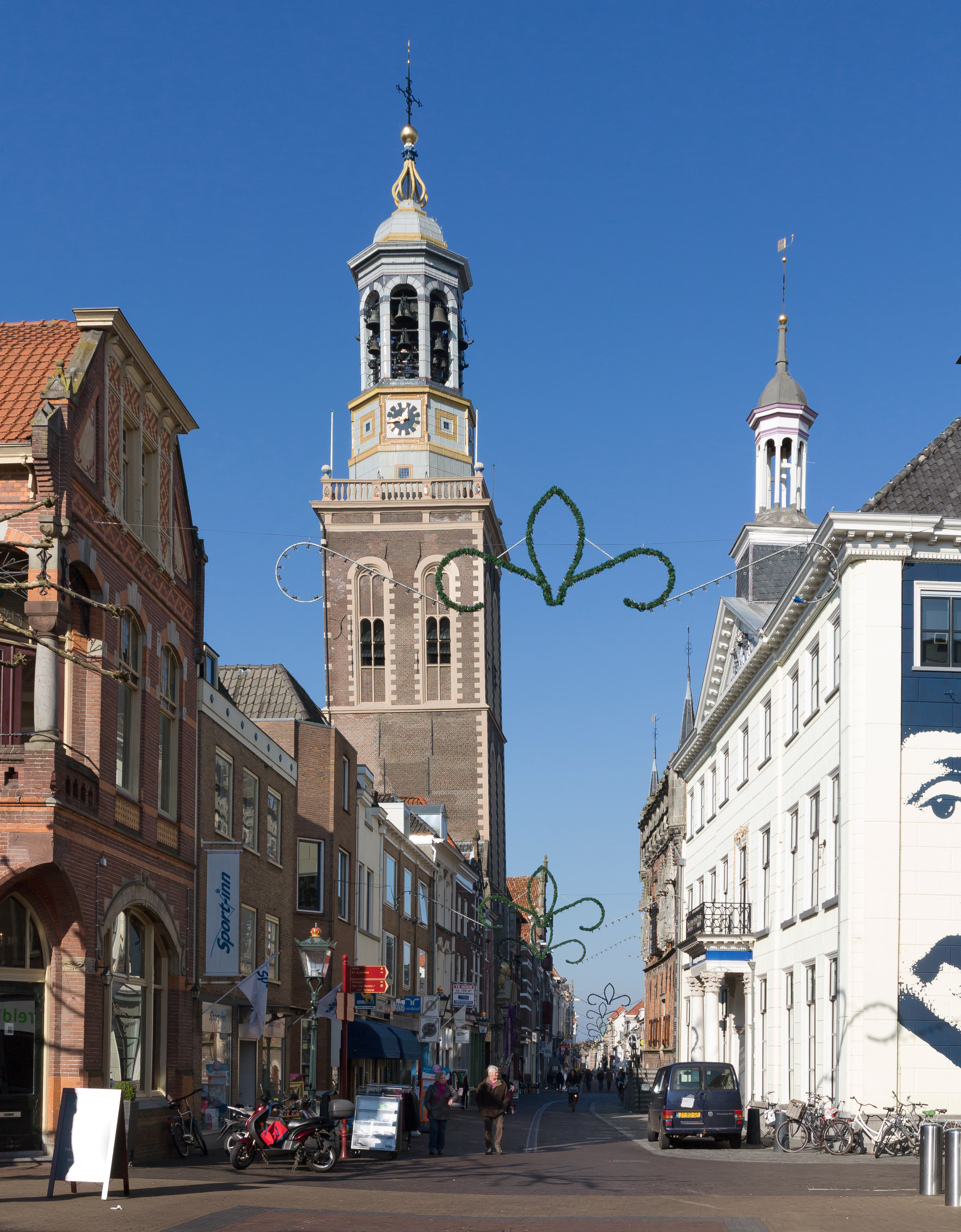
De Nieuwe Toren
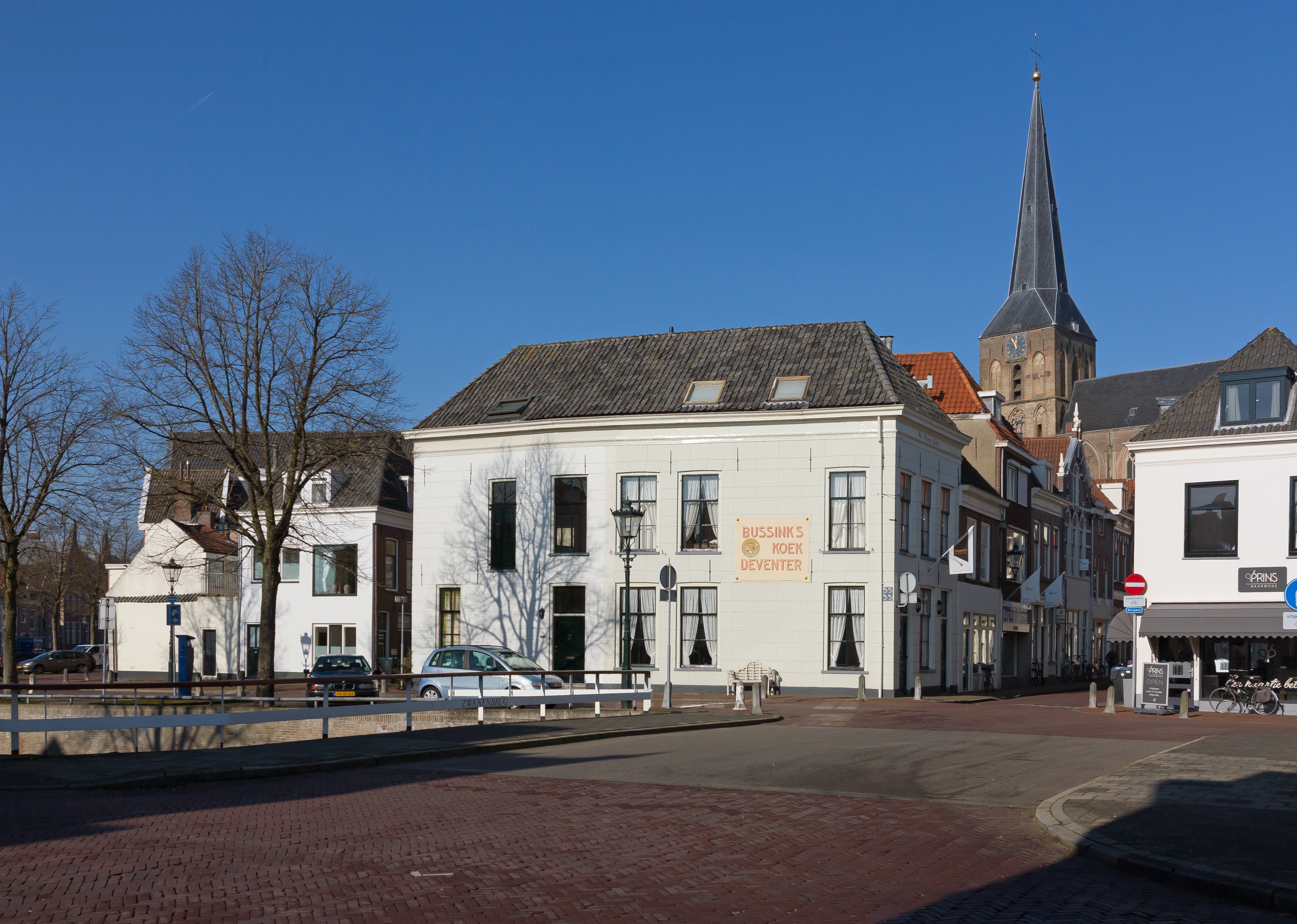
Kerktoren Bovenkerk vanaf Vloeddijk-Venestraat
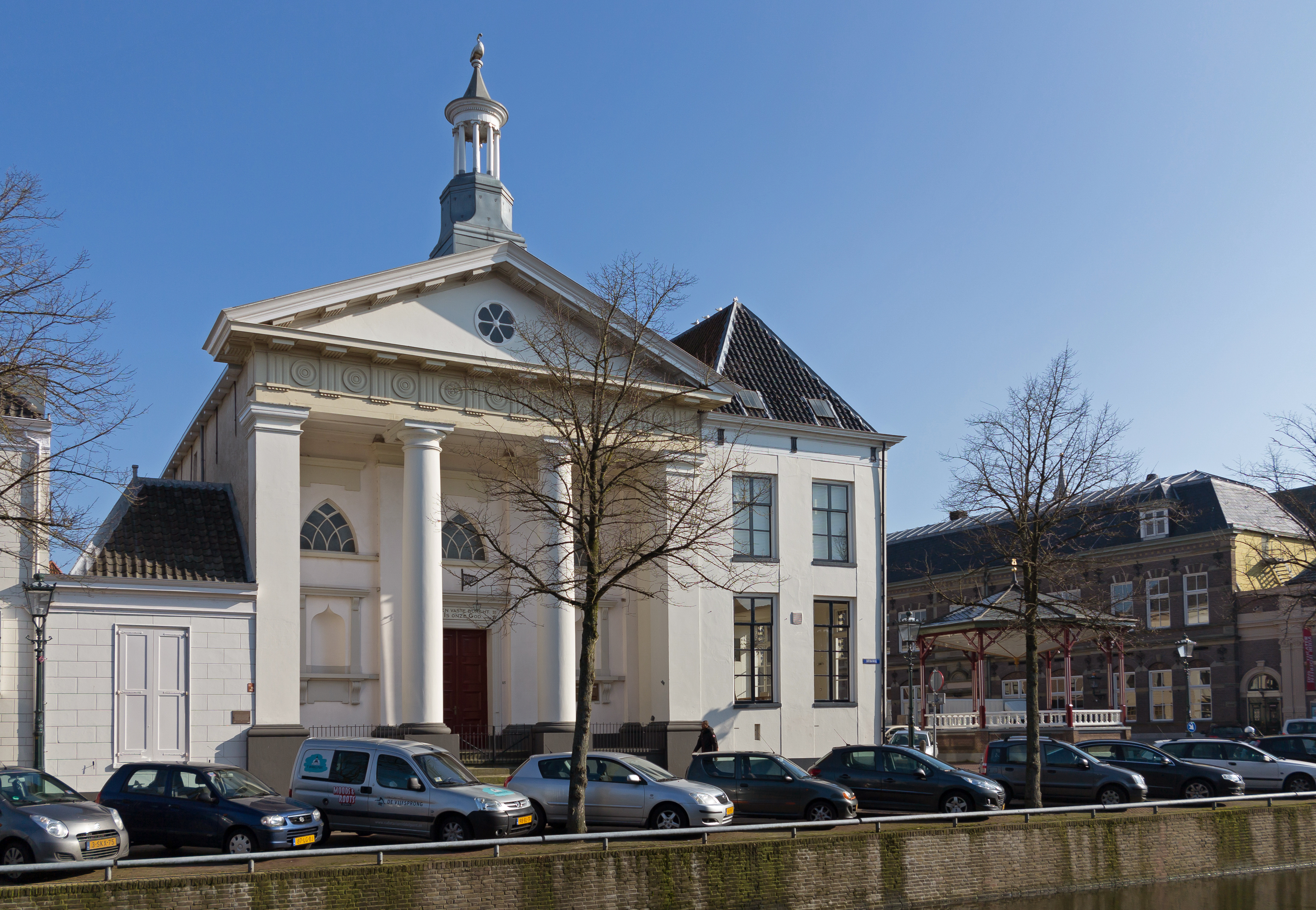
De Lutherse kerk
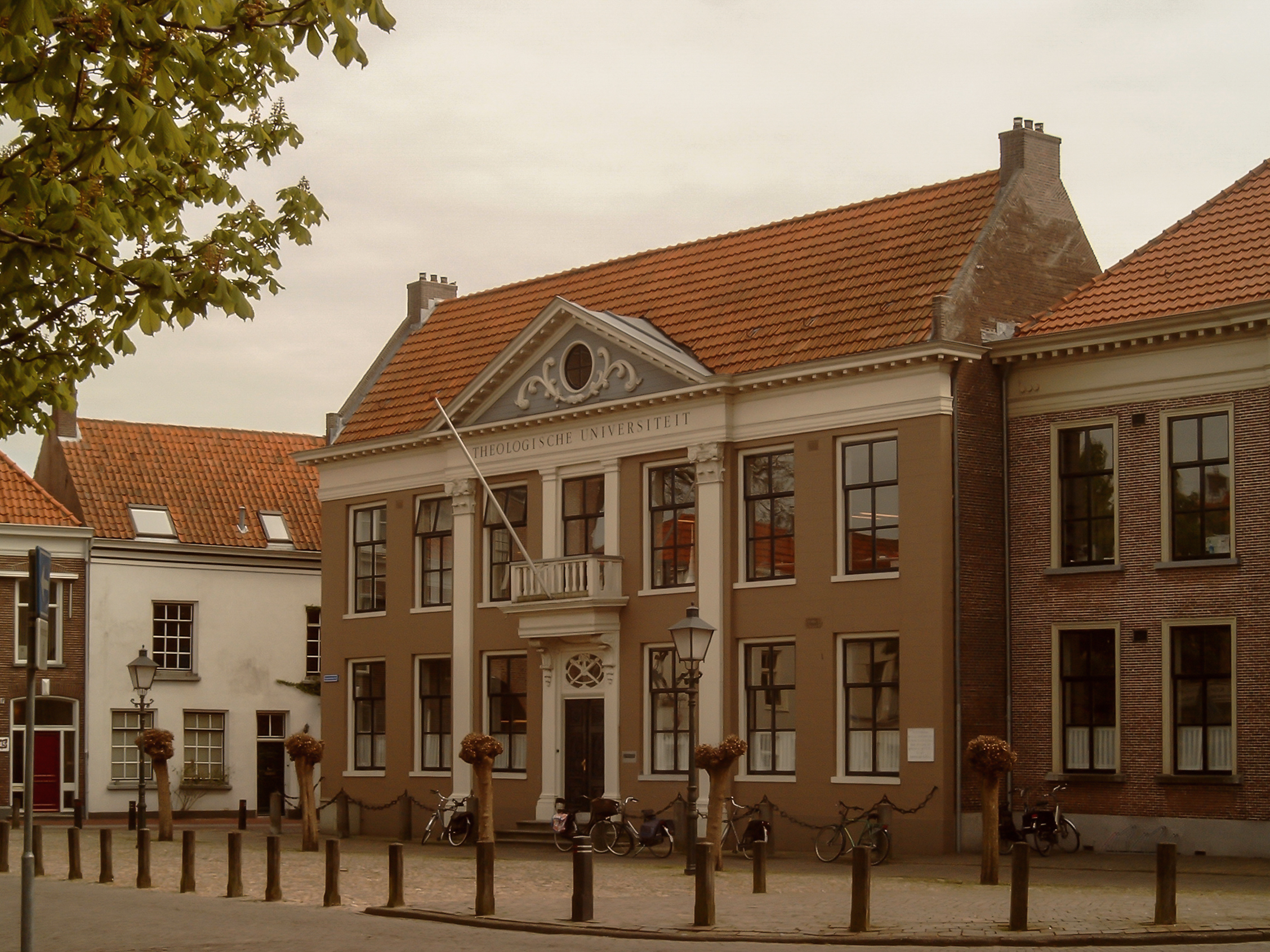
De theologische universiteit
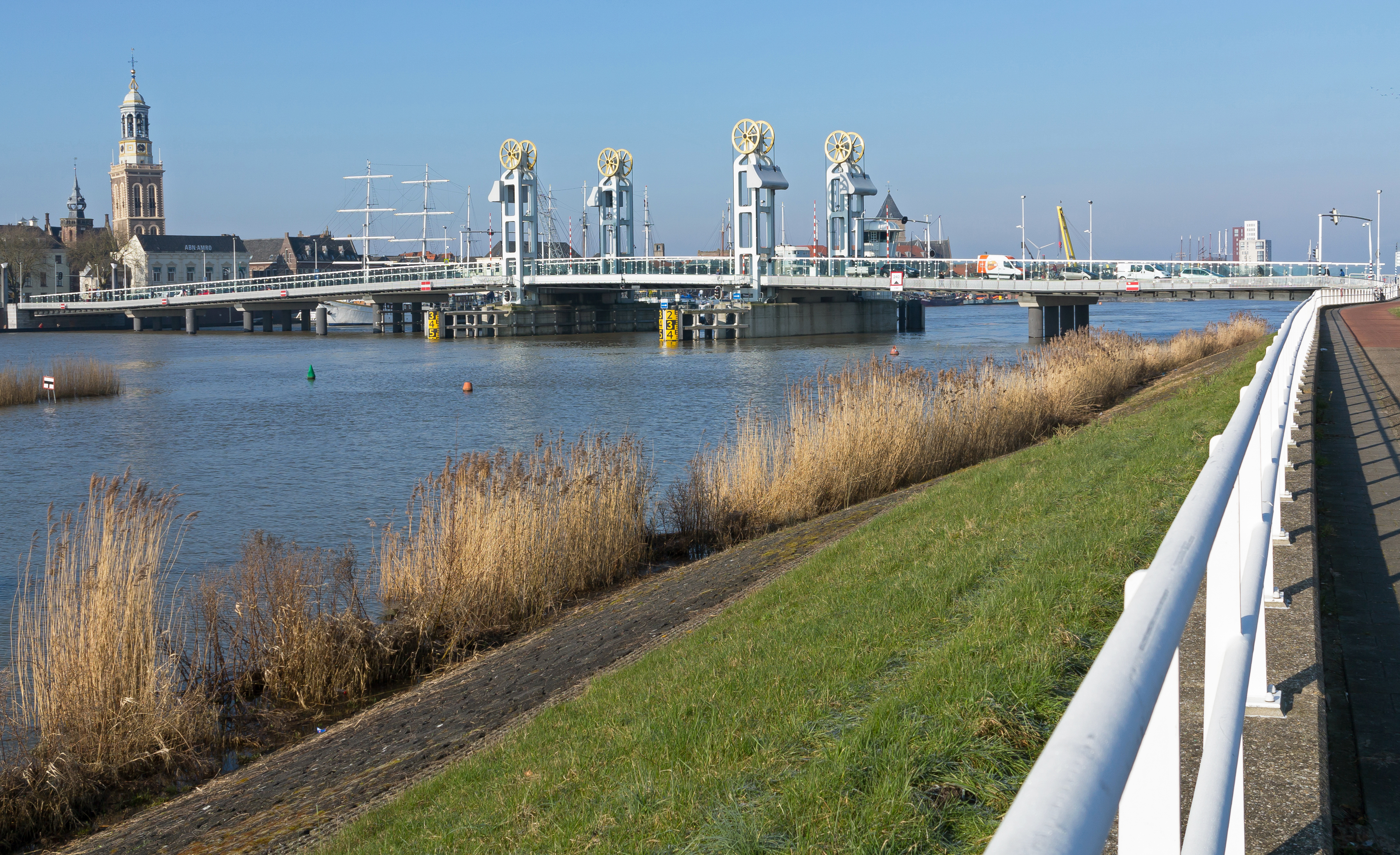
De Stadsbrug
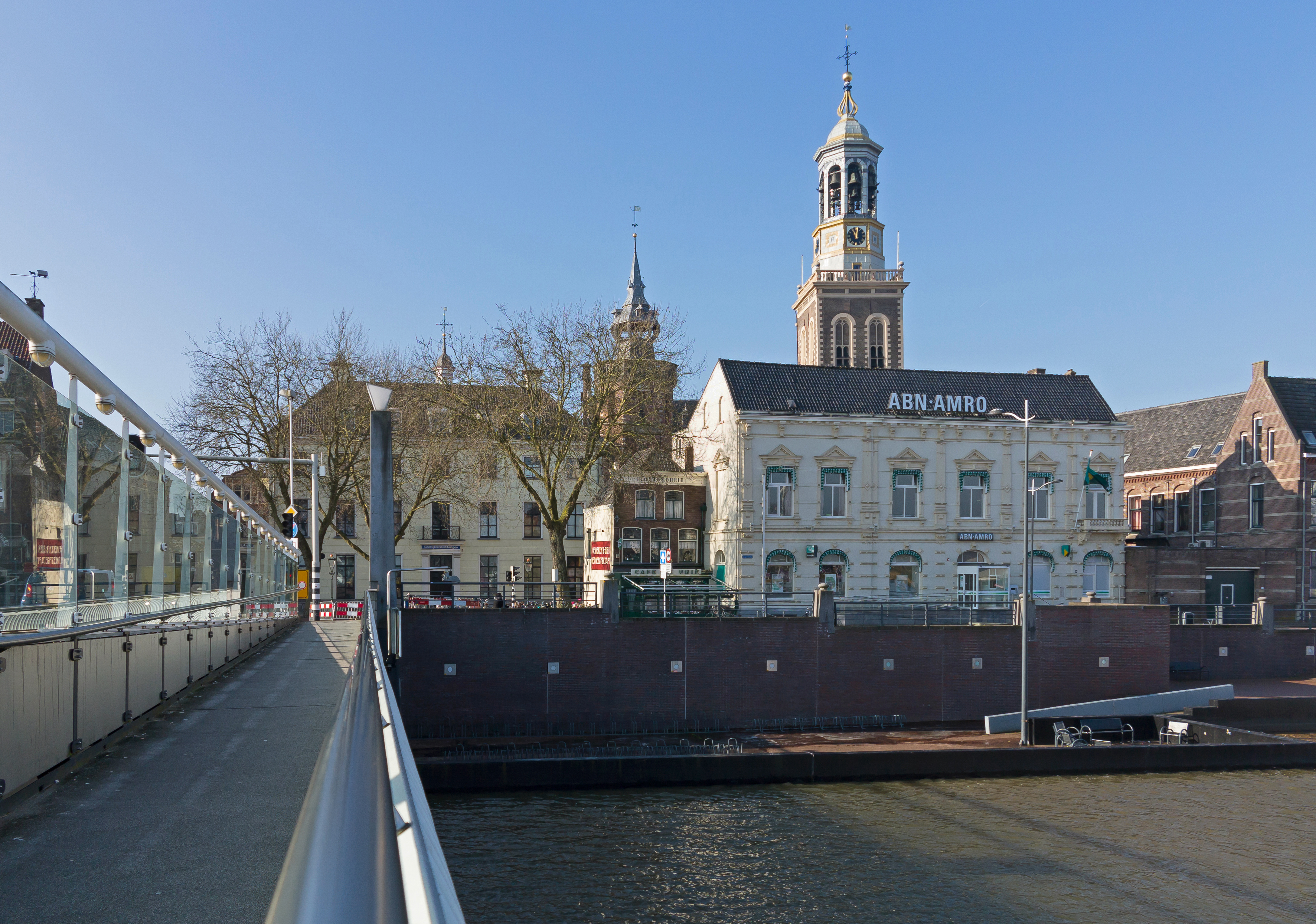
Kantoorgebouw ABN Amrobank aan de IJsselkade
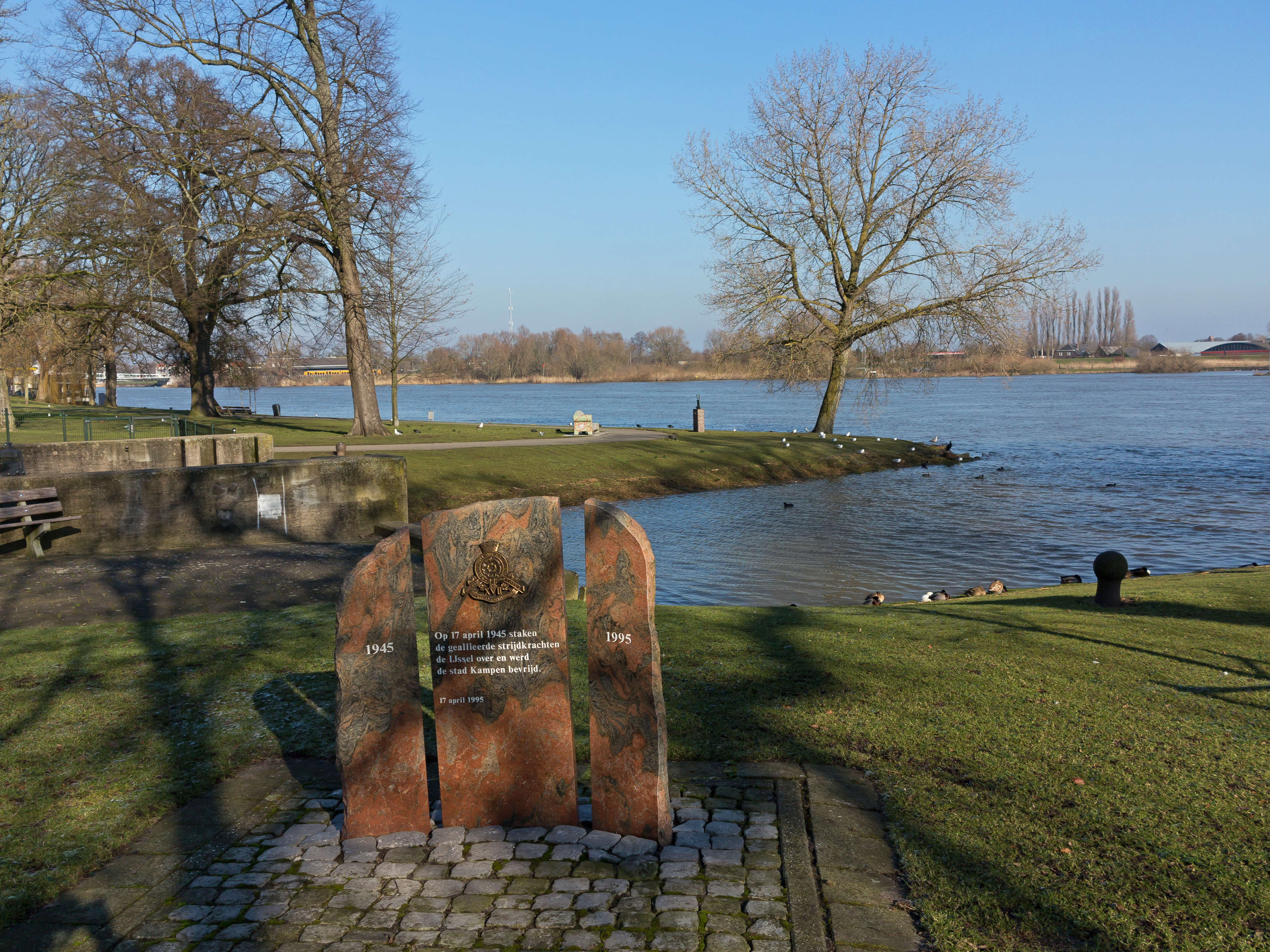
Bevrijdingsmonument aan de De La Sablonièrekade
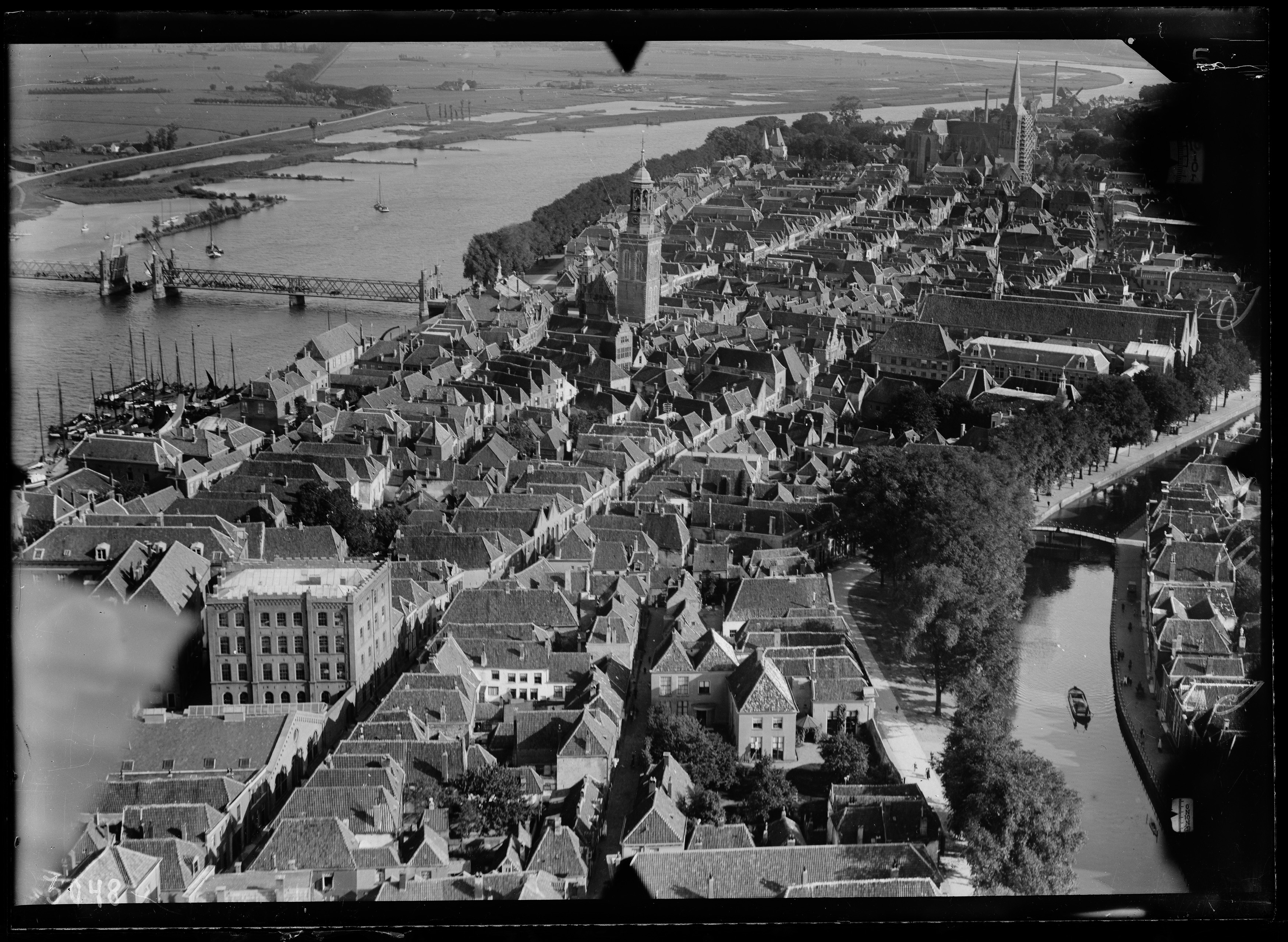
Luchtfoto van Kampen (1920-1940).

## Onderwijs
In 1854 vestigden de afgescheidenen hun predikantenopleiding in Kampen, mede vanwege het gunstige belastingklimaat. Na de Vrijmaking in 1944, een kerkscheuring binnen de gereformeerde kerk die ook zijn weerslag had op de bijbehorende predikantenopleiding, waren er twee theologische universiteiten: een gereformeerde en een vrijgemaakte.
De gereformeerde universiteit was gevestigd aan de Oudestraat en de Koornmarkt, en was verbonden aan de Gereformeerde Kerken in Nederland. Na de fusie van drie grote kerkgenootschappen tot de Protestantse Kerk in Nederland in 2004 konden ook de afzonderlijke predikantenopleidingen fuseren, en werd de gereformeerde universiteit per 1 januari 2007 omgedoopt tot de Kampense vestiging van de Protestantse Theologische Universiteit (PThU), met als naam Protestantse Theologische Universiteit vestiging Kampen (PThUK). De andere vestigingen bevonden zich op dat moment in Utrecht en Leiden. In april 2010 werd aangekondigd dat de PThU zou worden verplaatst naar de Vrije Universiteit Amsterdam en de Rijksuniversiteit Groningen. De vestiging in Kampen werd daarom in 2012 opgeheven. Ook de vestigingen in Utrecht en Leiden werden gesloten. De vrijgemaakte universiteit aan de Broederweg, verbonden aan de Gereformeerde Kerken vrijgemaakt, hield het als enige overgebleven instelling voor hoger onderwijs in Kampen nog enkele jaren uit, maar verhuisde in 2022 alsnog naar Utrecht.
In het gebouw aan de Koornmarkt was vroeger een officiersopleiding van het Koninklijk Nederlandse Indisch Leger gevestigd.
Vanaf 1976 ontstonden er in Kampen vier christelijke academies, een sociale academie (Chr. Sociale Academie "De IJsselpoort") vanaf 1976, een kunstacademie (Chr. Akademie voor Beeldend Kunstonderwijs) vanaf 1978, een theateropleiding (Chr. Akademie voor Expressie door Woord en Gebaar) vanaf 1979 en een school voor journalistiek (Chr. Academie voor Journalistiek) vanaf 1981. Onder toenmalig minister Deetman van Onderwijs en Wetenschappen werden er in de jaren 1980 forse bezuinigingen op onderwijs ingezet, en werd er voor opleidingen in de regio aangestuurd op concentratie in Zwolle. De sociale academie en de school voor journalistiek fuseerden in 1986 met een aantal andere onderwijsinstellingen uit de regio tot de Windesheim en verdwenen eind 20ste eeuw uit Kampen. De kunstacademie en de theateropleiding verhuisden rond de eeuwwisseling ook naar Zwolle, en gingen daar op in ArtEZ.
Na het vertrek van de vrijgemaakte universiteit in 2022 beschikte Kampen niet langer meer over een instelling voor hoger onderwijs. Er resteerden naast basisonderwijs enkel nog instellingen voor voortgezet en middelbaar beroepsonderwijs:
- Almere College, openbaar voortgezet onderwijs
- Ichthus College, protestants-christelijke voortgezet onderwijs
- Pieter Zandt, reformatorisch voortgezet onderwijs
- VIA College, VMBO-gebouw gedeeld door het Ichthus College, Landstede MBO en het Almere College
- ROC Hoornbeeck College, Reformatorisch middelbaar beroepsonderwijs

## Bekende inwoners

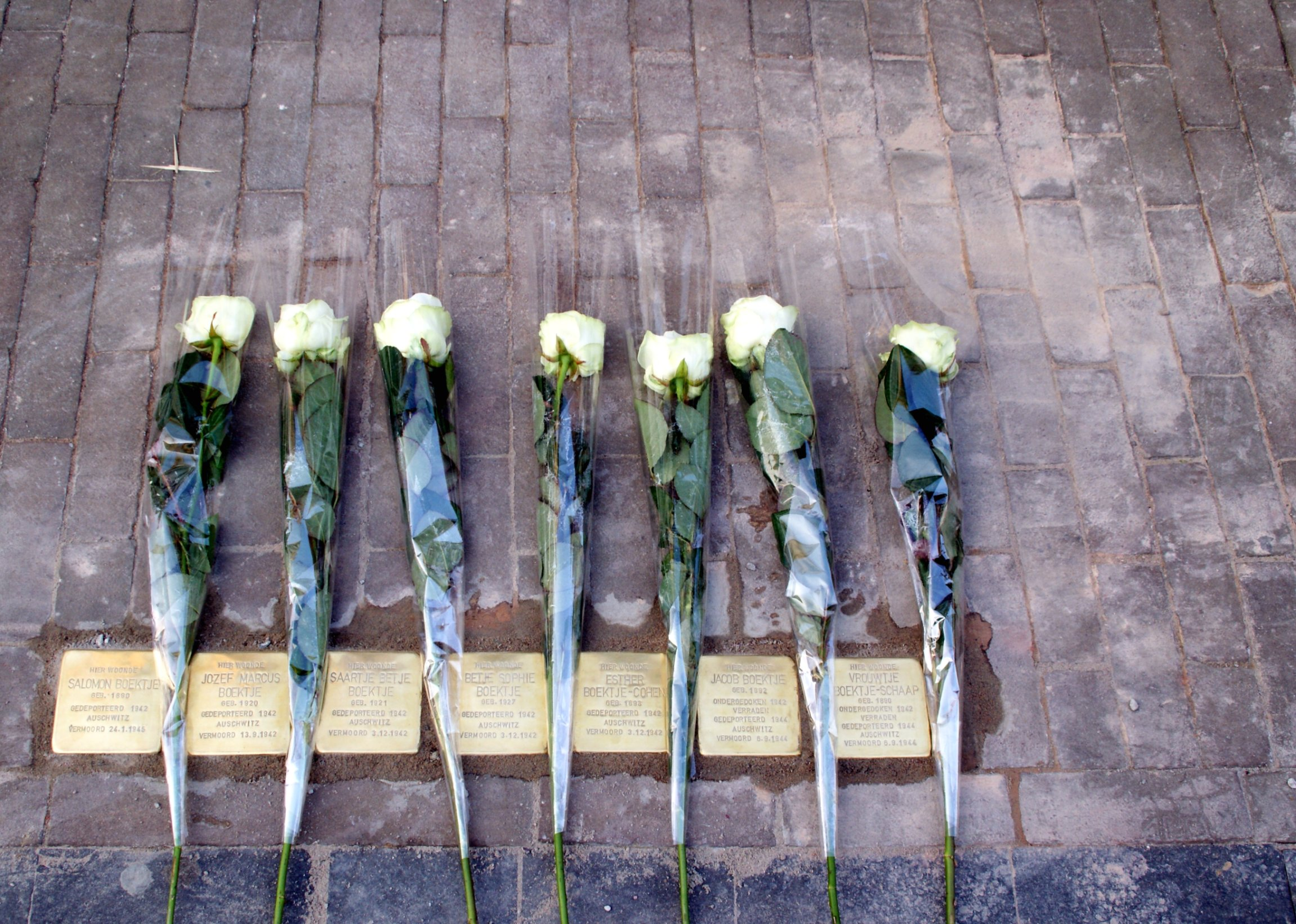
Stolpersteine voor de familie Boektje aan de Oudestraat 39

Op initiatief van de Kamper Persclub is ruim 25 jaar geleden gestart met een eerbetoon aan prominente (oud-)inwoners van Kampen die Kampen op positieve wijze in het nieuws hebben gebracht. Zij worden vereerd met een "steentje" op het Oude Raadhuisplein waarin hun naam is gegraveerd, alsmede een korte zinsnede waarom ze een steentje hebben. Hier liggen onder andere steentjes van Willem Kolff, Henk van Ulsen, Jaap Stam en Klaas Jan Mulder.